# Gouvernement de l'Altaï
1917–1925
Le gouvernement de l'Altaï (en russe : Алтайская губерния, Altaïskaïa goubernia) est une subdivision administrative et territoriale de l'Empire russe, de la République russe puis de la République socialiste fédérative soviétique de Russie. Créé en 1917, il fut supprimé en 1925. Sa capitale était la ville de Barnaoul.

## Histoire
Le gouvernement de l'Altaï fut créé le 17 juin 1917 sur un territoire détaché du gouvernement de Tomsk.
À l'origine, il fut divisé en cinq ouïezds :
- ouiezd de Barnaoul
- ouiezd de Biïsk
- oueïezd de Zmeïnogorsk
- ouiezd de Kamen
- ouiezd de Slavgorod

En 1918, fut créé l'ouïezd de Gorno-Altaïsk et en 1920 l'ouïezd Boukhtarminski. L'ouïezd de Slavgorod fut transféré au gouvernement d'Omsk en 1920.
En 1921, l'ouïezd Boukhtarminski fut transférée au gouvernement de Semipalatinsk, et l'ouïezd de Kamen au gouvernement de Novo-Nikolaïevsk (Novossibirsk).
En 1922, ouïezd de Zmeïnogorsk fut renommé ouïezd de Roubtsovsk. La même année, l'ouïezd de Gorno-Altaïsk devint l'oblast autonome d'Oïrot (Oïrot-Toura est l'ancien nom de Gorno-Altaïsk), qui fut détaché du gouvernement de l'Altaï. En 1924, tous les ouïezds furent subdivisés en raïons.
Le 25 mai 1925, tous les ouïezds furent supprimés et le territoire du gouvernement de l'Altaï fut rattaché au nouveau kraï de Sibérie.